# Acetobacter malorum
Acetobacter malorum is een soort van azijnzuurbacteriën behorende tot het geslacht Acetobacter. De bacterie is ellipsvormig en gramnegatief en komen enkelvoudig of in paren voor. De cellen zijn onbeweeglijk en er is geen sporenvorming.
Na een onderzoek van 34 soorten van de Acetobacter-familie in het laboratorium van microbiologie van de Universiteit van Gent werden in 2002 door middel van DNA-DNA-hybridisatie twee nieuwe soorten ontdekt, namelijk Acetobacter malorum (LMG 1746T) en Acetobacter cerevisiae (LMG 1625T). De bacterie werd geïsoleerd uit een rottende appel en is nauw verwant met de Acetobacter pasteurianus.